# 비황
"비황"은 1992년에 개봉한 대한민국의 영화이다.

## 캐스팅
- 박현숙 : 분례 역
- 이동준 : 이창길 역
- 전무송 : 죽산 역
- 이치우 : 이 노인 역
- 김윤재 : 길전 역
- 이일웅 : 목촌 역
- 박동룡 : 최 형사 역
- 박선희 : 부인 역
- 김유신 : 동식 역
- 장철 : 농부 1 역
- 신경환 : 농부 2 역
- 손전 : 도공 1 역
- 박달 : 도공 2 역
- 정영국 : 중년신사 역